# Artem Korovyanskyy
Artem Korovyanskyy (souvent mal orthographié, on trouve parfois écrit Artem Korovianski ou Artem Korovyansky) est un joueur franco-ukrainien de volley-ball né le 14 août 1994 à Donetsk (Ukraine). Il mesure 1,84 m et joue réceptionneur-attaquant ou libéro. Il est le fils de Yuriy Korovyanskyy, ancien joueur professionnel de volley-ball. Le 24 décembre 2019 il annonce sur son Instagram sa retraite internationale.

## Clubs
| Club                 | Pays   | De        | À         |
| -------------------- | ------ | --------- | --------- |
| Cambrai VEC          | France | 2010-2011 | 2013-2014 |
| Stade poitevin       | France | 2014-2015 | 2014-2015 |
| Avignon VB           | France | 2015-2016 | 2015-2016 |
| Saint-Quentin Volley | France | 2016-2017 | 2018-2019 |
| Bellaing PH          | France | 2019-2020 | 2021-2022 |
| AL Caudry            | France | 2022-2023 | ...       |

## Statistiques
- Total des statistiques en saison régulière en Ligue B[2].

| Saison    | Équipe         | Matches | Titulaires | Att. Marquées | Err. | Att. Blo. | Att. Tentées | Blocks | Aces | Err. Serv. | Serv. | Recep. | Err. |
| --------- | -------------- | ------- | ---------- | ------------- | ---- | --------- | ------------ | ------ | ---- | ---------- | ----- | ------ | ---- |
| 2010-2011 | Cambrai VEC    | 3       | 0          | 1             | 0    | 0         | 2            | 0      | 0    | 1          | 3     | 2      | 0    |
| 2011-2012 | Cambrai VEC    | 4       | 0          | 1             | 0    | 0         | 2            | 0      | 0    | 1          | 6     | 1      | 0    |
| 2012-2013 | Cambrai VEC    | 15      | 7          | 2             | 0    | 1         | 4            | 0      | 0    | 2          | 23    | 5      | 0    |
| 2013-2014 | Cambrai VEC    | 25      | 23         | 0             | 0    | 3         | 11           | 0      | 0    | 0          | 0     | 301    | 7    |
| 2014-2015 | Stade poitevin | 21      | 16         | 0             | 0    | 0         | 1            | 0      | 0    | 0          | 0     | 11     | 0    |
| Carrière  |                | 68      | 46         | 4             | 3    | 1         | 20           | 0      | 0    | 4          | 32    | 320    | 7    |

## Palmarès

### Club
- Ligue B
  - Vainqueur saison régulière : 2015
- Coupe de France | Fédérale
  - Finaliste : 2023
- Coupe de France | Catégories Jeunes
  - Finaliste : 2006[3], 2007[4]
- Volleyades
  - Finaliste : 2008

### Distinctions individuelles
- Révélation du Championnat de France Ligue B 2013-2014